# I'm a Man (pel·lícula)
I'm a Man és un curtmetratge de comèdia estatunidenca de 1918 dirigit per King Vidor.

## Repartiment
- Martin Pendleton

## Argument
Un nen (Pendleton) demostra que la seva família alemanya-nord-americana és més lleial als Estats Units que un immigrant francès tortuós.